# Седона
Седона (англ. Sedona [sɨdoʊnə]) — город, расположенный по обе стороны границы между округами Коконино и Явапаи в северной части долины Верде штата Аризона.

## История

### История коренных американцев
Первое подтверждённое присутствие человека в районе Седоны датируется от 11 500 до 9 000 года до н. э. Присутствие здесь древних людей подтвердилось только в 1995 году, когда в Хонанки был обнаружен наконечник копья культуры Кловис. Предполагается, что палеоиндейцы были охотниками за крупной дичью. Около 9000 года до н. э. доисторические люди появились в долине Верде. Это были охотники-собиратели, они находились в этом районе дольше, чем в других местах Юго-Запада, скорее всего из-за экологического разнообразия и большого количества ресурсов. Древние индейцы покинули долину около 300 года н. э. Вблизи Седоны, в Палатки и Хонаки, обнаружено множество наскальных рисунков, оставленных древними людьми.
Около 650 года н. э. в долину Верде пришло племя синагуа. Их культура известна гончарным искусством, пуэбло (селениями), плетением корзин и кладкой. Синагуа покинули долину около 1400 года и оставили после себя наскальные рисунки, скальные жилища, такие как замок Монтесумы, Хонанки, Палатки и Тузигут. Исследователи полагают, что синагуа и другие кланы перебрались к столовым горам хопи в Аризоне и в различные пуэбло Нью-Мексико, в том числе народа зуни.
Когда синагуа ещё проживали в долине, около 1300 года, с запада пришли явапаи. Они были кочевниками-охотниками-собирателями. Серединой XV века некоторые археологи датируют прибытие в долину апачей. Многие группы апачей были кочевниками или полуоседлыми племенами и путешествовали по большим территориям.
Племена явапаев и апачей были насильственно переселены из долины Верде в 1876 году в индейскую резервацию Сан-Карлос примерно в 300 км на юго-восток. Посреди зимы около 1500 человек отправились в Сан-Карлос. По дороге погибли несколько сотен человек. Оставшиеся в живых были интернированы в течение 25 лет. В 1900 году около 200 человек из племён явапаи и апачей вернулись в долину Верде и с того времени образовали единую политическую общность, хотя сохранили культурные отличия. Племя явапаи-апачей признано федеральным правительством как коренной народ долины Верде.

### Англо-американское поселение
Первым европейским поселенцем был Джон Дж. Томпсон, переехавший из Оук-Крик-Каньон в 1876 году, известного персиковыми и яблочными садами. Первые поселенцы были фермерами и владельцами ранчо. В 1902 году, когда было создано почтовое отделение в Седоне, здесь проживало 55 человек. В середине 1950-х годов в первом телефонном справочнике было 155 имён. Некоторые районы Седоны не были электрифицированы до 1960-х годов.
Седона начала развиваться в 1950-х годах как туристический центр, место отдыха и место жительства пенсионеров. Большая часть зданий, существующих в настоящее время, построена в 1980-х и 1990-х годах. По состоянию на 2007 год крупные участки незастроенной земли в Седоне отсутствуют.

### Часовня Святого Креста
В 1956 году было завершено строительство часовни Святого Креста. Здание имеет высоту 21 м и расположено на утёсе на высоте 300 м. Отличительной чертой часовни является 27-метровый крест на фасаде.

### Кинематографическое наследие
Седона стала местом съёмок более шестидесяти голливудских фильмов, начиная с первых лет кино и до 1970-х годов. С 1923 года красные скалы Седоны были неотъемлемой частью главных голливудских кинолент, включая такие фильмы, как «Джонни Гитара», «Ангел и злодей», «Ярость пустыни», «Кровь на Луне», «Последний фургон» и «Поезд на Юму». При этом для зрителей ландшафты Седоны представляли, как правило, Техас, Калифорнию, Неваду и даже канадско-американскую границу.

## География
Седона находится в пустыне Верхняя Сонора на севере Аризоны. Здесь мягкая зима и жаркое лето.
По данным Бюро переписи населения США, общая площадь города составляет 49,7 км², из которых 0,1 км² приходится на водную поверхность.

### Геология
Красные скалы Седоны образованы уникальным слоем породы, известной как формация Шнебли-Хилл. Это толстый слой песчаника цветом от красного до оранжевого цвета, обнаруженный только в окрестностях Седоны. Песчаник образовался во время пермского периода.

### Климат
Климат Седоны умеренный, полузасушливый. В январе средняя температура от −1 до +14 °C, в июле — от +17 до +34 °C. Годовое количество осадков составляет чуть более 480 мм.

## Галерея
- Часовня Святого Креста
- Макдоналдс в Седоне
- Закат над красными скалами